# Modern Family
Modern Family è una serie televisiva statunitense creata da Christopher Lloyd e Steven Levitan, prodotta dalla 20th Century Fox Television e andata in onda sull'emittente ABC dal 23 settembre 2009 all'8 aprile 2020 per undici stagioni che coprono 250 episodi.
La sitcom, realizzata con la tecnica del falso documentario, racconta le vicende di una famiglia allargata composta da tre nuclei legati tra loro che non corrisponde ai canoni tradizionali. Ciò offre un realistico, per quanto caricaturale, scorcio sulla figura, in costante cambiamento, della famiglia occidentale contemporanea, composta da personaggi che presentano caratteristiche caratteriali, sessuali, etniche e culturali diverse.
Sin dall'esordio la serie ha ottenuto un ampio consenso di critica e di pubblico, acquisendo popolarità a livello internazionale e generando anche alcuni remake esteri. Tra i numerosi riconoscimenti ricevuti figurano ventidue premi Emmy, di cui cinque per la miglior serie commedia, e un Golden Globe per la miglior serie commedia o musicale.

## Trama
Tre distinti nuclei familiari con legami parentali di Los Angeles accettano di raccontare le proprie vite quotidiane a una troupe intenta a realizzare un documentario, incentrato sui rapporti e le interazioni della loro vita domestica, evidenziando le situazioni comiche e i momenti salienti dei reciproci rapporti affettivi.
Nel complesso la famiglia è capeggiata dal patriarca Jay Pritchett, sposato per la seconda volta con una donna colombiana di molti anni più giovane, Gloria, che aveva già avuto un figlio da un precedente matrimonio, Manny. La seconda famiglia è quella composta da Claire, figlia primogenita di Jay, suo marito Phil e dai loro tre figli: Haley, una ragazza carina e popolare; Alex, la prima della classe e la tipica "secchiona" e Luke, il più piccolo, un po' strambo come il padre. La terza è composta da Mitchell, secondo figlio di Jay, e dal suo compagno Cameron, padri adottivi di una bambina vietnamita, Lily.

## Episodi
| Stagione            | Episodi | Prima TV USA | Prima TV Italia |
| ------------------- | ------- | ------------ | --------------- |
| Prima stagione      | 24      | 2009-2010    | 2010            |
| Seconda stagione    | 24      | 2010-2011    | 2011            |
| Terza stagione      | 24      | 2011-2012    | 2012            |
| Quarta stagione     | 24      | 2012-2013    | 2013            |
| Quinta stagione     | 24      | 2013-2014    | 2014            |
| Sesta stagione      | 24      | 2014-2015    | 2015            |
| Settima stagione    | 22      | 2015-2016    | 2016            |
| Ottava stagione     | 22      | 2016-2017    | 2017            |
| Nona stagione       | 22      | 2017-2018    | 2018            |
| Decima stagione     | 22      | 2018-2019    | 2019            |
| Undicesima stagione | 18      | 2019-2020    | 2020            |

## Personaggi e interpreti

### Personaggi principali
Famiglia Pritchett
- Jason Francis "Jay" Pritchett, interpretato da Ed O'Neill, doppiato da Stefano De Sando.
È il papà di Claire, Mitchell e Joe, e quindi nonno di Haley, Alex, Luke e Lily. Gestisce una produttiva azienda di armadi (che nella settima stagione lascia alla figlia per andare in pensione), ha superato i sessanta nella prima stagione e nella nona veniamo a sapere che ne ha compiuti settanta. Dopo il divorzio con Deede, mamma di Mitchell e Claire, ha sposato la colombiana Gloria, di diversi anni più giovane, con la quale ha avuto Joe; è anche il patrigno di Manny, con cui instaura un rapporto sempre più profondo imparando dagli errori compiuti con i suoi primi due figli. È molto legato a Stella, bulldog francese adottato durante la seconda stagione, tanto da rendere Gloria gelosa talvolta. Ama gli sport come il baseball, la pallacanestro, la boxe e il football e ha una forte passione per il golf, che è solito praticare al club di cui è membro. È spesso poco aperto nei confronti delle novità, soprattutto se possono intaccare il suo stile di vita tradizionale e molto legato all'identità americana.
- Gloria Marie Delgado-Pritchett, interpretata da Sofía Vergara, doppiata da Laura Romano.
È l'avvenente nuova moglie colombiana di Jay e mamma di Manny, avuto da un precedente matrimonio, e Joe. Solare, forte e fiera delle sue origini, si trova spesso in contrasto con Claire ma talvolta assume la parte della madre per Mitchell e la stessa Claire (che paradossalmente è di qualche mese più grande di Gloria) a causa della sua inaspettata saggezza e del suo profondo amore per la famiglia. Ha un rapporto quasi simbiotico e molto protettivo con suo figlio Manny, del quale è molto gelosa soprattutto verso le ragazze con cui il ragazzo esce. È un'ex attrice di pubblicità e reginetta di bellezza, nonché ex nuotatrice, parrucchiera e tassista. Fa la casalinga ma decide di aprire un business vendendo la sua salsa colombiana, ma questo fallirà ben presto. Nell'ultima stagione comincia a lavorare insieme a Phil nel settore immobiliare.
- Manuel Alberto Javier Alejandro Ramirez "Manny" Delgado, interpretato da Rico Rodriguez, doppiato da Federico Bebi.
È il figlio primogenito di Gloria, avuto da un precedente matrimonio. Nonostante la giovane età si dimostra notevolmente più maturo e profondo dei suoi coetanei, tanto che talvolta esaspera chi gli sta intorno. Non ama praticare sport, ma è fin da piccolo un grande appassionato d'arte e in particolar modo di teatro e cinema; successivamente si dimostrerà molto portato per il football. Si iscriverà al college per studiare sceneggiatura. Nel corso della serie ha dimostrato di avere un rapporto molto affiatato con suo papà, nonostante il divorzio.
- Fulgencio Joseph "Joe" Pritchett, interpretato da Jeremy Maguire.
È il figlio di Jay e Gloria nato durante la quarta stagione e il suo compleanno coincide con quello di Manny. È un bambino vivace che sembra aver preso molto dal carattere del papà, sia in positivo sia in negativo.

Famiglia Dunphy
- Claire Melinda Pritchett-Dunphy, interpretata da Julie Bowen, doppiata da Giò Giò Rapattoni.
È la figlia maggiore di Jay e la mamma di Haley, Alex e Luke. Dopo anni passati a occuparsi della famiglia inizierà a lavorare per suo padre, prendendo poi il suo posto come capo dell'azienda. È una donna forte e schietta, con uno spiccato senso del dovere che però talvolta la rende insopportabilmente pignola e pressante; questi lati del suo carattere le fanno spesso interpretare la parte del "poliziotto cattivo" sia in famiglia sia al lavoro.
- Philip Humphrey "Phil" Dunphy, interpretato da Ty Burrell, doppiato da Gaetano Varcasia (st. 1-5) e da Massimo Rossi (st. 6-11).
È il marito di Claire e il papà di Haley, Alex e Luke. È un agente immobiliare molto orgoglioso del proprio lavoro e ama comportarsi da amico per i figli, specialmente con Luke, seguendo il modello di suo papà. È alla continua ricerca di approvazione da parte di Jay, con il quale non ha legato molto a causa del suo carattere troppo spensierato e giocherellone; è un inguaribile ottimista ma è anche molto legato alla famiglia. Ha sempre sognato di fare il mago e adora saltare sui tappeti elastici.
- Haley Gwendolyn Dunphy-Marshall, interpretata da Sarah Hyland, doppiata da Veronica Puccio.
È la figlia maggiore di Claire e Phil. È molto sensibile e capisce al volo le persone. Molto attenta alla propria vita sociale e alla propria immagine ma poco interessata allo studio, sin dalla prima stagione ha una relazione altalenante con un ragazzo di nome Dylan, che non piace troppo alla mamma, e nella quinta stagione incontrerà Andy, babysitter di Joe, con cui si fidanzerà per poi lasciarsi alla fine della settima stagione. Nella decima stagione sposerà Dylan, da cui avrà due figli gemelli, maschio e femmina: George e Poppy. Molto legata al mondo della moda, nel quale troverà diverse occupazioni dopo aver lasciato il college, si comporta spesso in maniera frivola e molto pigra, ma si impegna duramente per tutto ciò che ha davvero a cuore. Claire dice di rivedersi molto in lei quando aveva la sua età (anche nel rapporto coi ragazzi) e per questo cerca di guidarla nel non compiere i suoi stessi errori.
- Alexandra Anastasia "Alex" Dunphy, interpretata da Ariel Winter, doppiata da Agnese Marteddu.
È la seconda figlia di Claire e Phil. Usa spesso un forte sarcasmo con cui mostra agli altri la sua superiorità intellettuale. È la classica prima della classe e si dimostra di frequente la più intelligente tra i tre fratelli, ma non è molto brava a socializzare e la sorella le dà spesso una mano. Sa suonare il violoncello e cantare e nella decima stagione si laurea in Chimica presso il California Institute of Technology, trovando un lavoro presso il governo.
- Lucas Philip "Luke" Dunphy, interpretato da Nolan Gould, doppiato da Tito Marteddu.
È il più piccolo dei figli di Claire e Phil. Molto vivace, spesso e volentieri si trova in mezzo ai guai e sembra essere, per spigliatezza e genuinità a volte eccessive, molto simile al papà. Eccelle in diverse attività come il canto, la magia e il salto col trampolino. Lavora saltuariamente presso il golf club del nonno e dopo un anno sabbatico si iscrive al college.
- Dylan Stardust Marshall (stagione 11; ricorrente stagioni 1-10), interpretato da Reid Ewing, doppiato da Alessio Puccio.
È il fidanzato di Haley, con la quale si lascia e si rimette insieme più volte, nelle prime stagioni. Non è ben visto da Claire mentre piace molto a Phil che si comporta con lui come un amico. Vorrebbe diventare musicista ma cambia spesso lavoro, fa l'attore in costume a Disneyland, lavora in un ranch, produce magliette ma alla fine si iscrive alla scuola per infermieri. Nell'ottava stagione si scopre che si è sposato con una donna più grande, la quale aveva già tre figli da un precedente matrimonio. I due divorziano e nella decima stagione sposa Haley, dalla quale ha due figli gemelli.

Famiglia Tucker-Pritchett
- Mitchell Vincent "Mitch" Pritchett, interpretato da Jesse Tyler Ferguson, doppiato da Gianluca Crisafi.
È il figlio minore di Jay, è gay e da quindici anni ha per compagno Cameron, di cui risulta essere spesso il sobrio marito (i due si sposano dopo l'annuncio dell'istituzione dei matrimoni gay in California, nella quinta stagione). È un avvocato e assieme a Cam ha adottato una bambina vietnamita di nome Lily. È molto timido e riservato ma anche pignolo e sempre fortemente realista e previdente, cosa che lo porta a bocciare spesso le sgangherate idee del suo compagno. Non ama lo sport e ha da sempre un complicato rapporto con Jay, che ha sempre voluto un figlio più virile e che sulle prime non ha accettato la sua omosessualità. Col passare del tempo il rapporto tra i due si è rasserenato. Nell'ultima stagione lui e Cam adotterrano un bambino, Rexford.
- Cameron Scott "Cam" Tucker, interpretato da Eric Stonestreet, doppiato da Franco Mannella.
È il compagno eccentrico, teatrale e melodrammatico di Mitchell, con cui ha adottato la piccola Lily di cui si occupa in maniera spesso troppo apprensiva. È originario del Missouri ed è nato nella fattoria di famiglia, gestita dai genitori (con cui, al contrario del compagno, ha un ottimo rapporto); in passato è stato un insegnante di musica, un asso in diversi sport e da giovane, tra i vari lavori, era anche solito indossare i panni di un clown di nome Fitzbo a feste per bambini, abitudine che ogni tanto rispolvera con poco entusiasmo del compagno. Nella quinta stagione inizia a lavorare come allenatore della squadra di football e insegnante di educazione fisica nel liceo di Alex e Luke e nella decima diviene l'allenatore della squadra di football dell'università del Missouri, perciò si trasferirà là con Mitch, Lily e Rexford.
- Lillian Elizabeth "Lily" Tucker-Pritchett, dalla terza stagione interpretata da Aubrey Anderson-Emmons, doppiata da Malvina Draghetti.
È la bambina di origine vietnamita adottata da Mitchell e Cameron, cui Gloria è particolarmente affezionata. Dimostra spesso di essere molto scaltra e sarcastica nonostante la sua età. È molto intelligente e va benissimo a scuola.

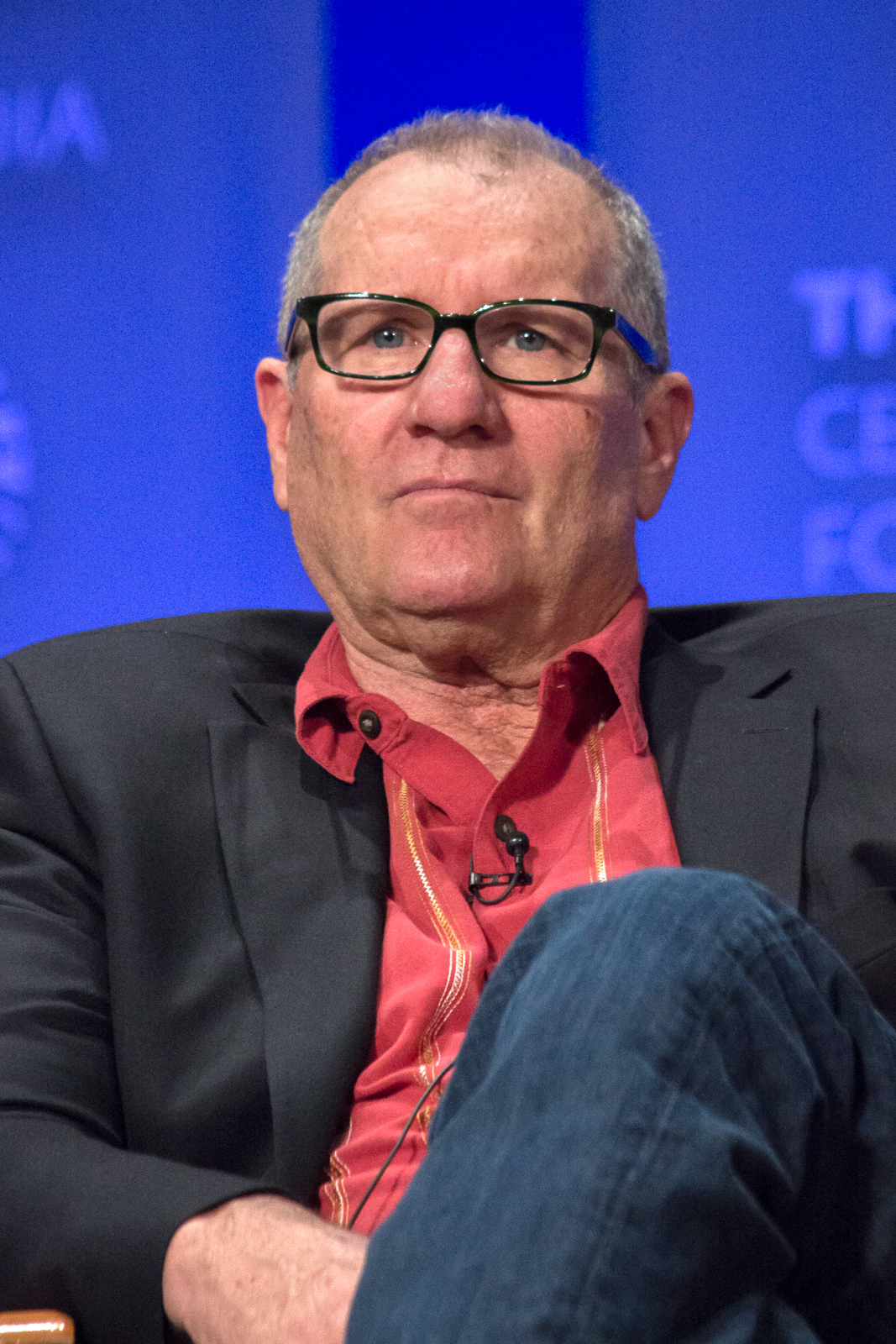
Ed O'Neill interpreta Jay Pritchett
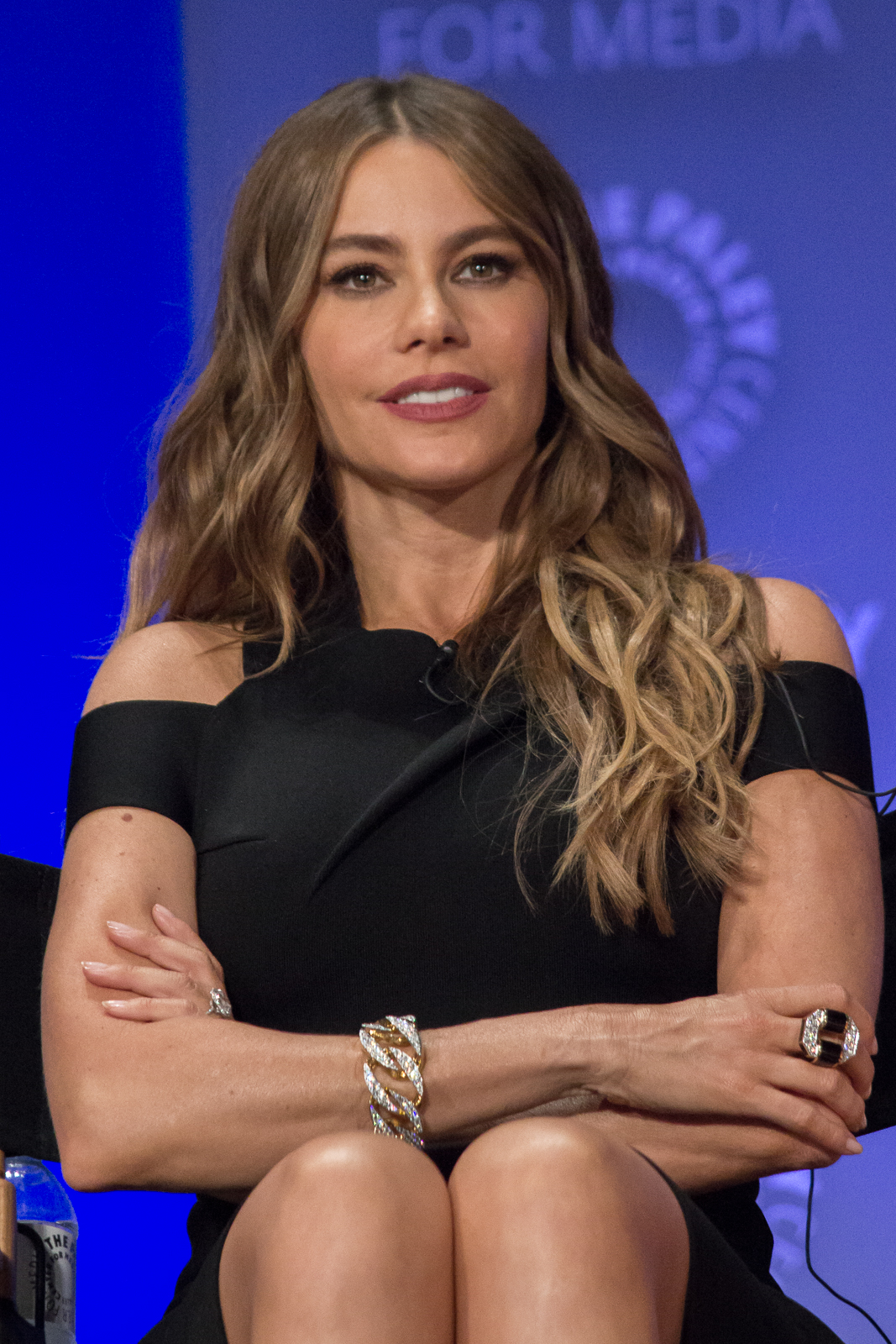
Sofía Vergara interpreta Gloria Delgado-Pritchett
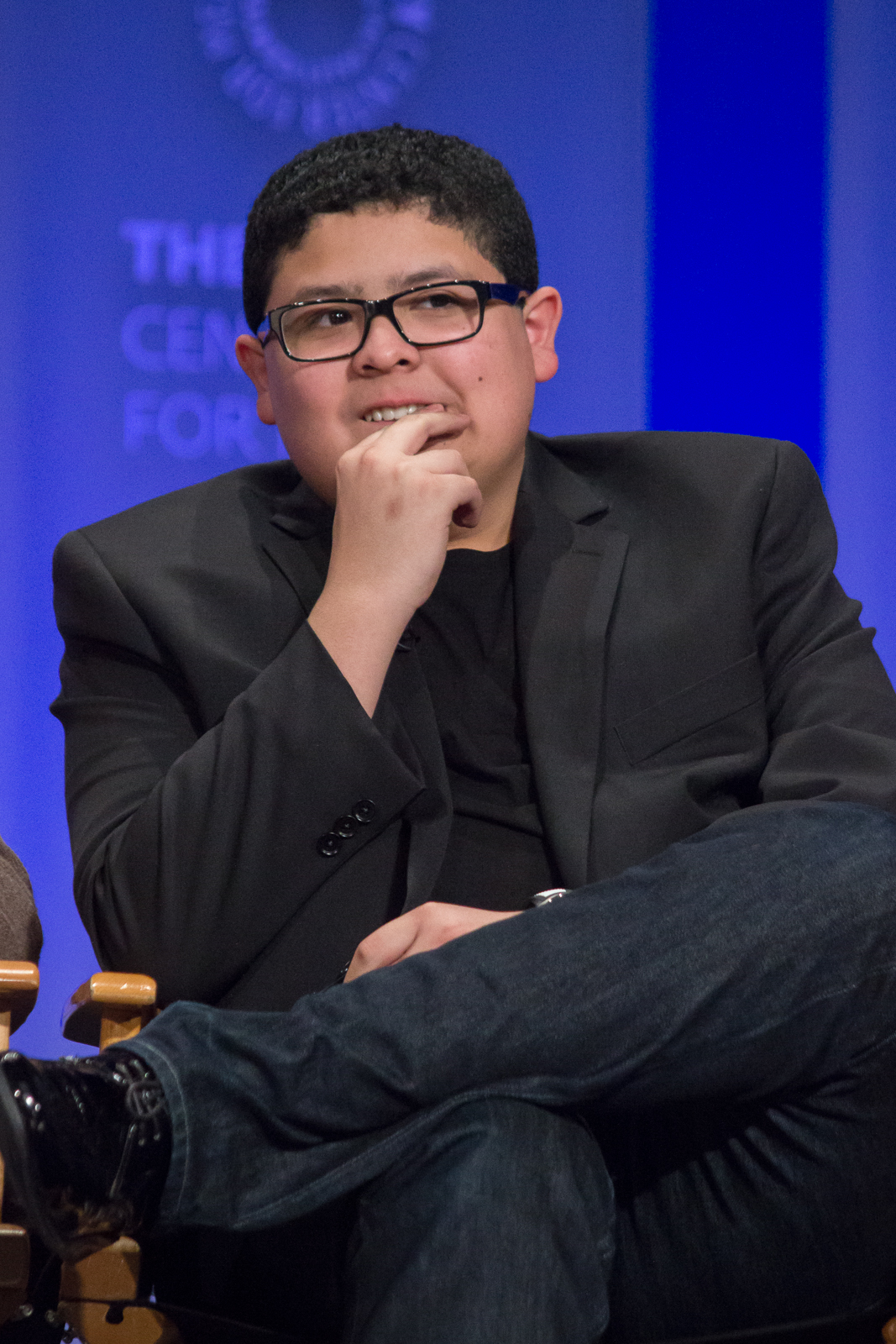
Rico Rodriguez interpreta Manny Delgado
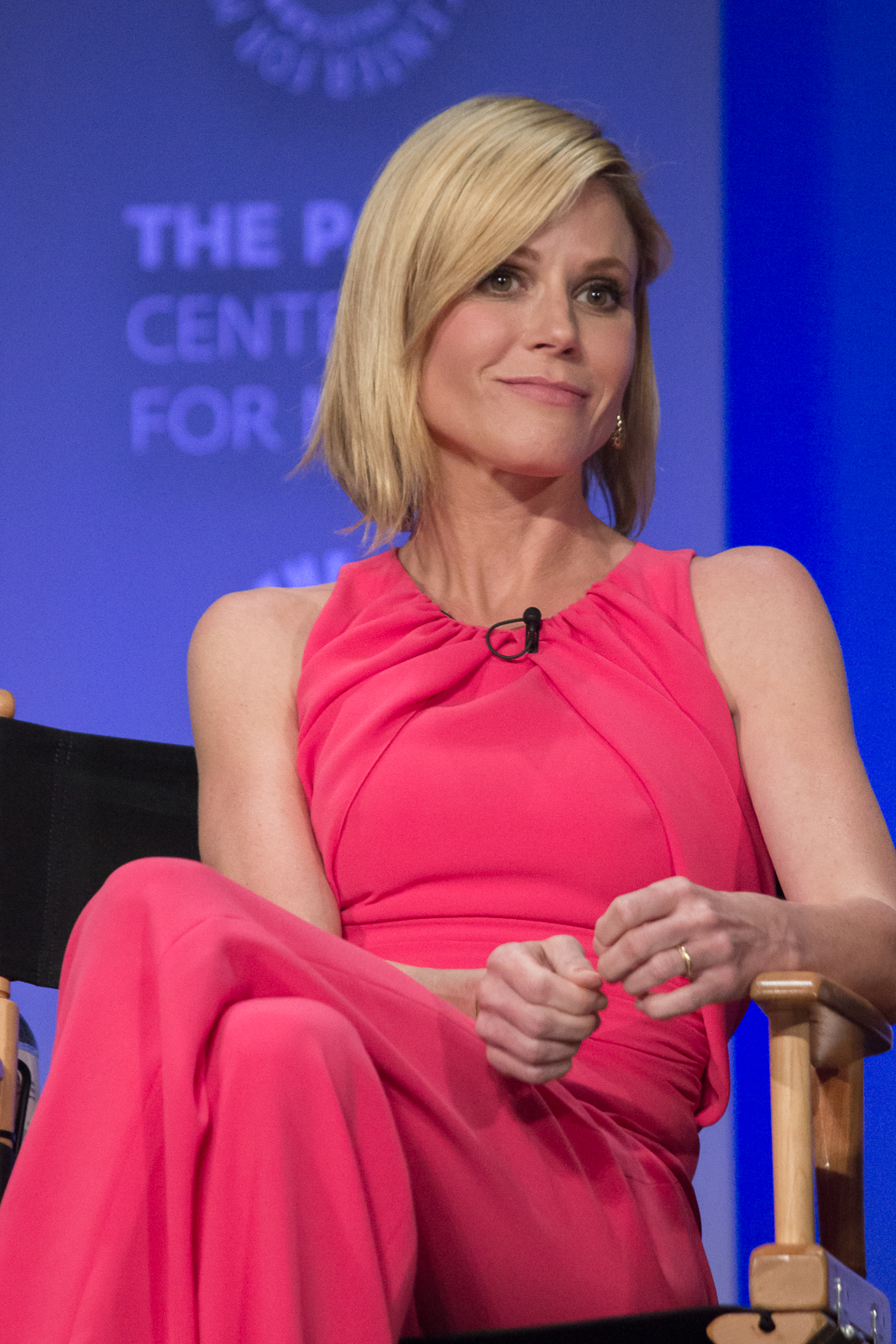
Julie Bowen interpreta Claire Pritchett-Dunphy
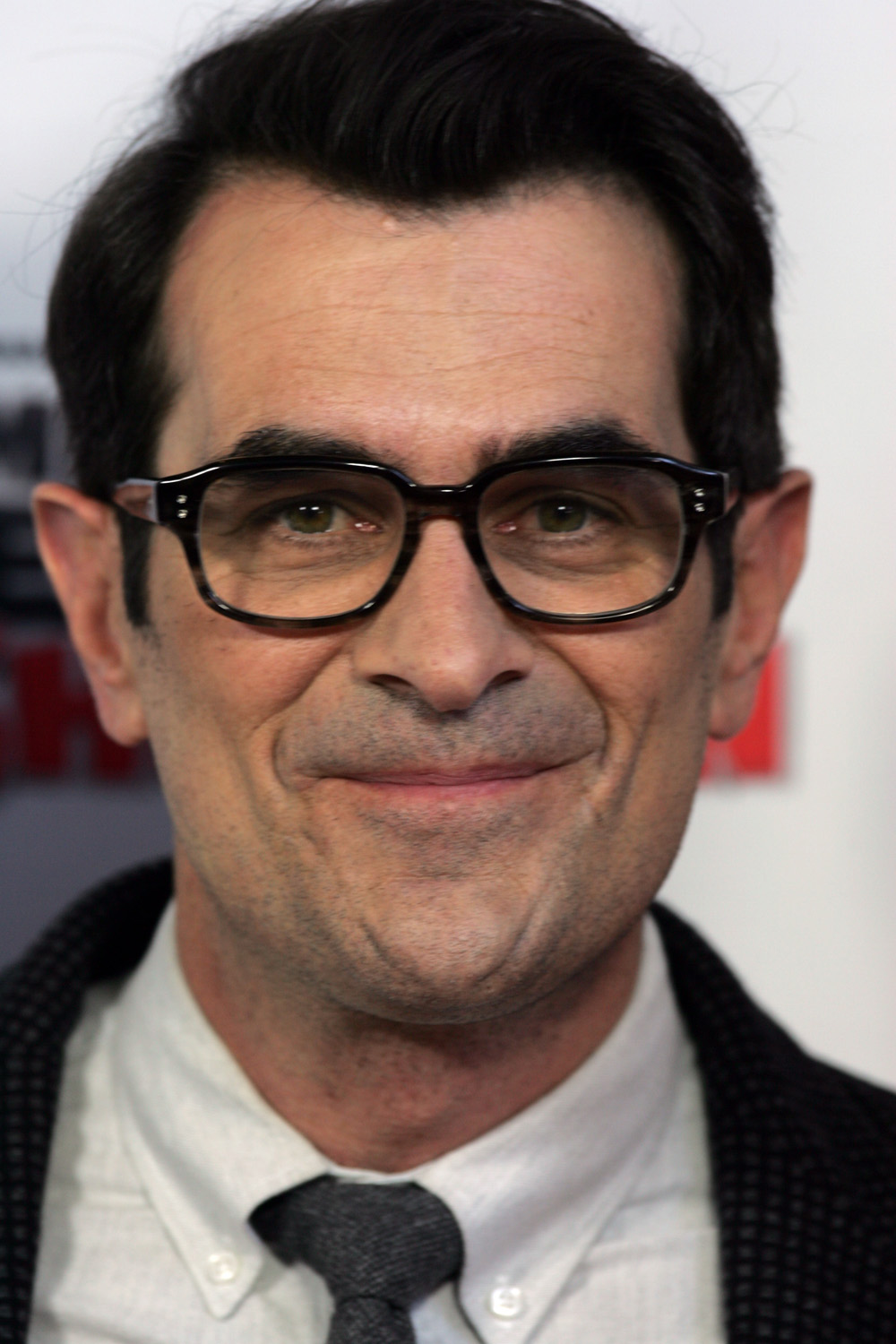
Ty Burrell interpreta Phil Dunphy
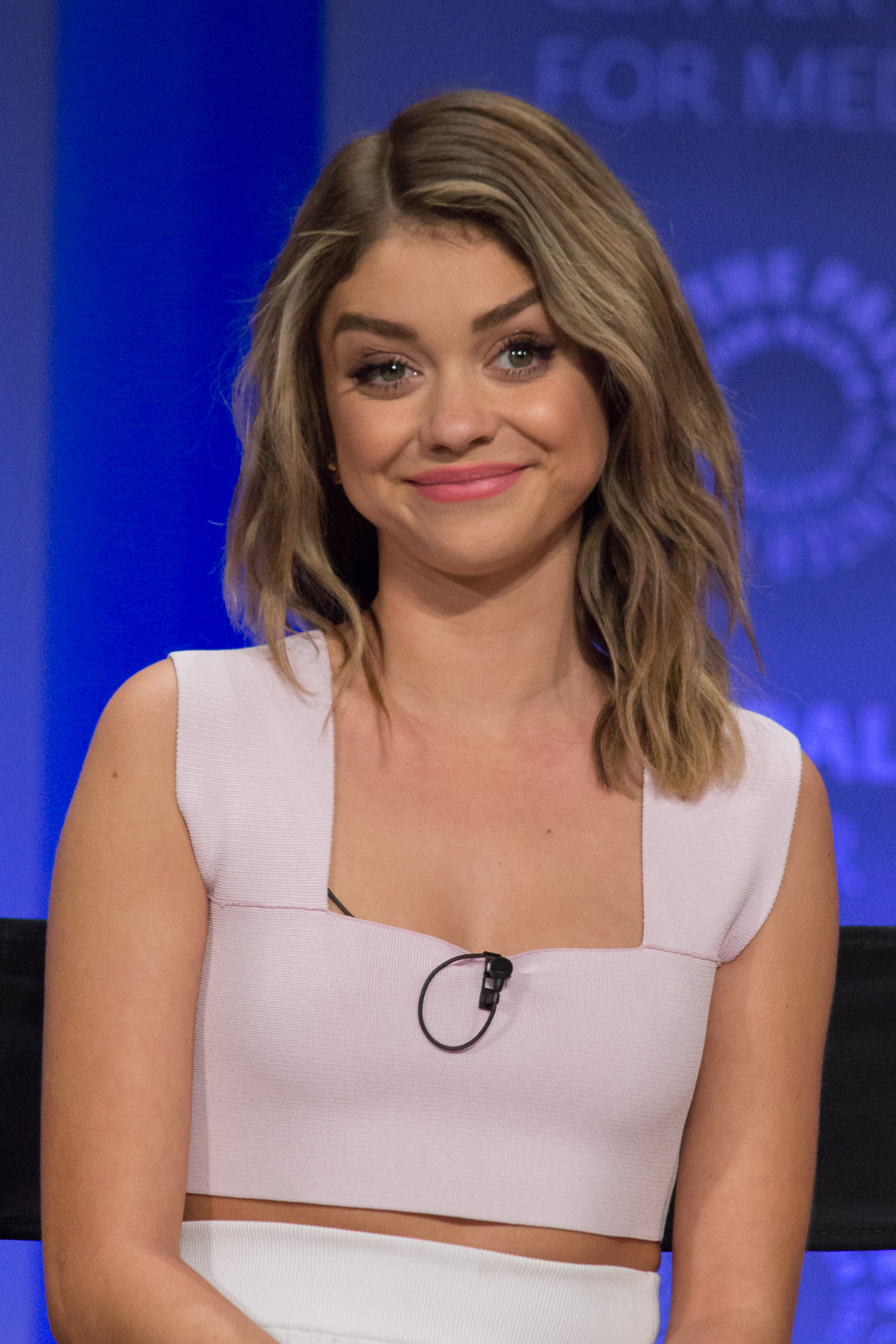
Sarah Hyland interpreta Haley Dunphy
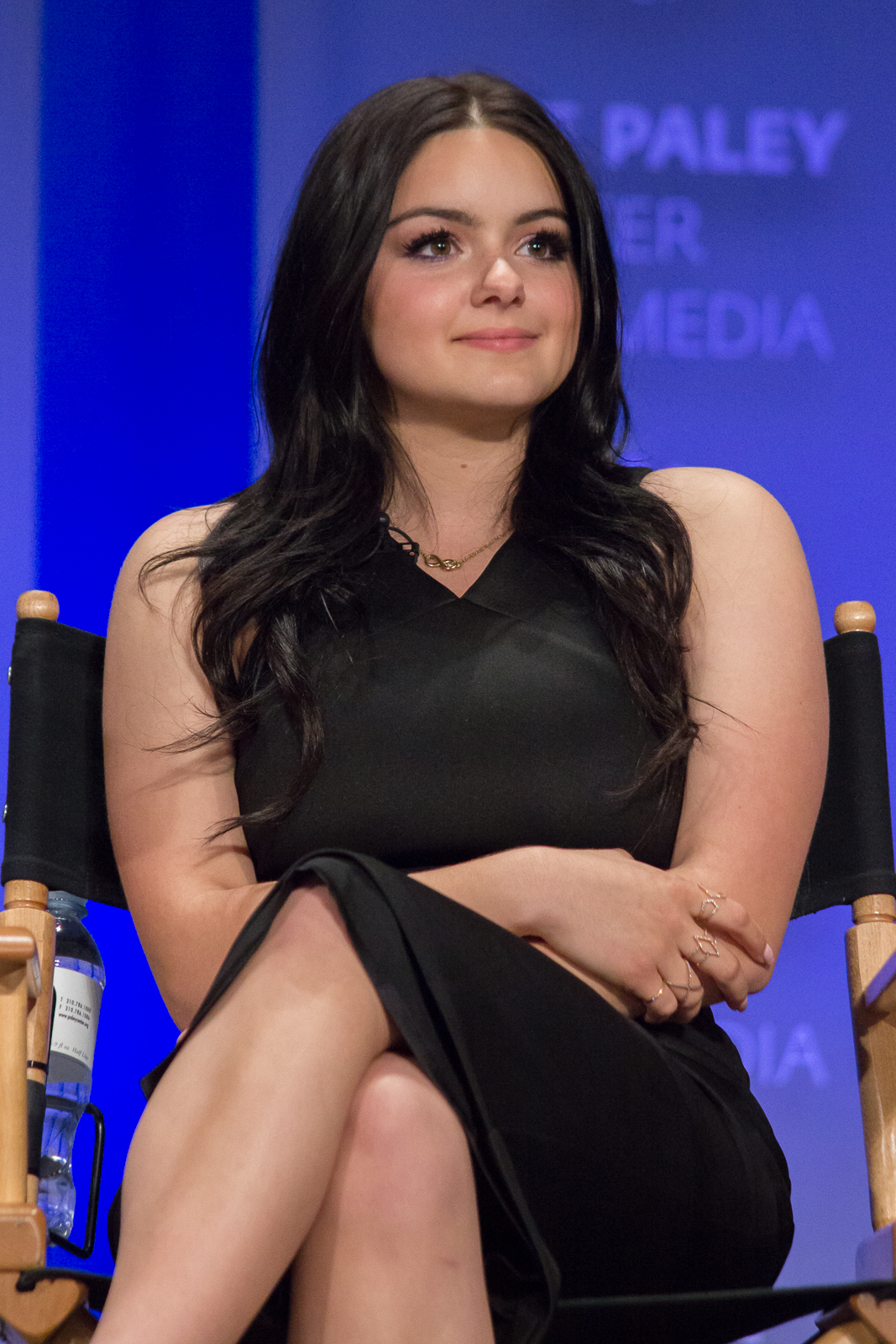
Ariel Winter interpreta Alex Dunphy
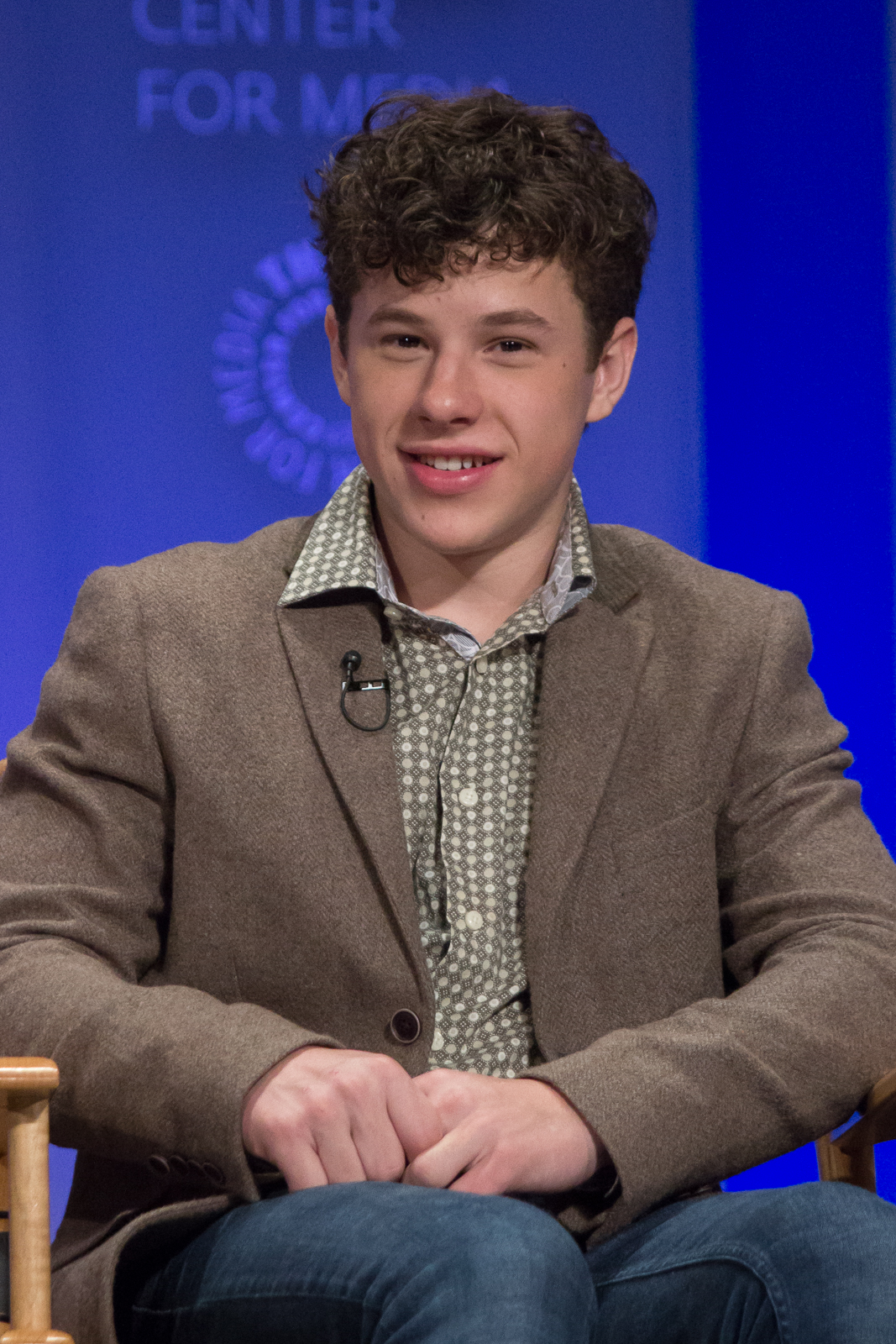
Nolan Gould interpreta Luke Dunphy
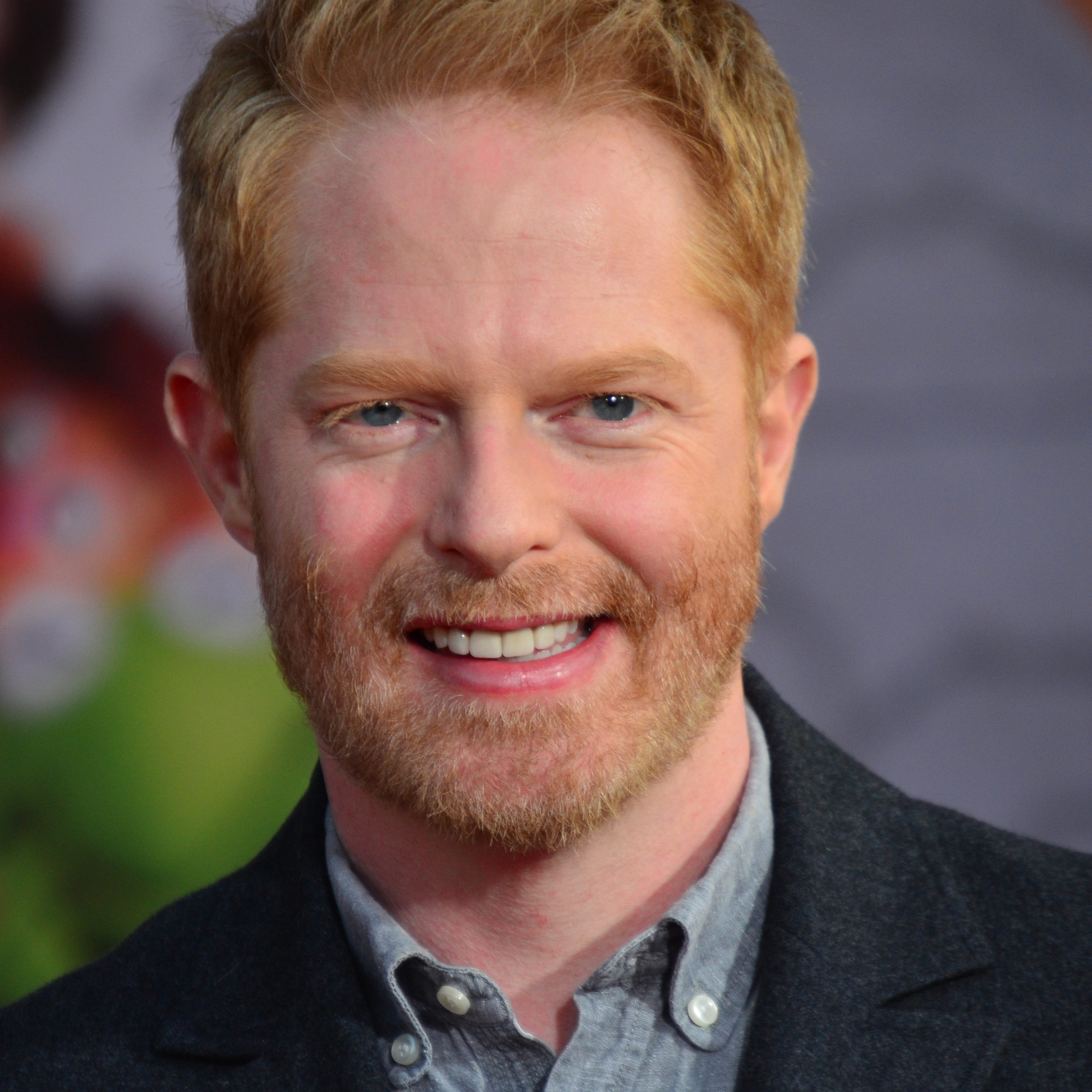
Jesse Tyler Ferguson interpreta Mitchell Pritchett
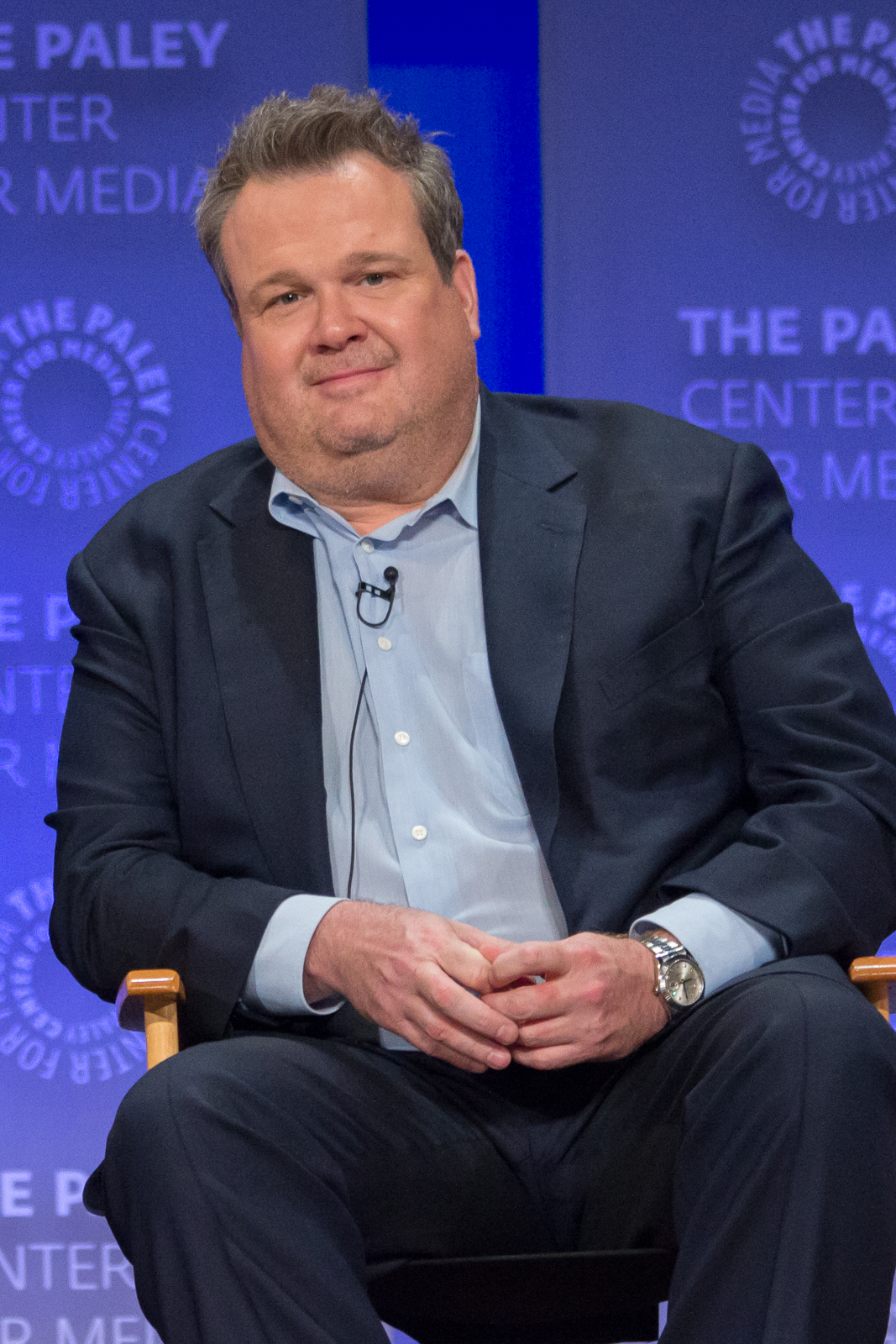
Eric Stonestreet interpreta Cameron Tucker

### Personaggi secondari
- Andy Bailey, interpretato da Adam DeVine, doppiato da Gabriele Patriarca.
Dalla quinta stagione è il nuovo babysitter assunto da Jay e Gloria. Andy è un ragazzo dolce e dal cuore grande e inizia presto a sviluppare un'intesa con Haley nonostante già fidanzato con un'altra ragazza, che poi lascerà per stare con lei. Nella settima stagione si trasferirà per lavoro, lasciando Haley.
- Frank Dunphy, interpretato da Fred Willard, è il papà di Phil, quindi l'altro nonno di Haley, Alex e Luke.
- Deede Pritchett, interpretata da Shelley Long, mamma di Claire e Mitchell, quindi nonna di Haley, Alex, Luke e Lily ed ex moglie di Jay. Ha un odio profondo per Gloria, in quanto non accetta che l’ex marito si sia risposato con una bella donna, e più volte tenta di farle del male persino il giorno del matrimonio fra lei e Jay.
- Pepper Saltzman, Interpretato da Nathan Lane, amico gay di Mitchell e Cam.
- Gil Thorpe, Interpretato da Rob Riggle, agente immobiliare e nemesi di Phil.

In Modern Family appaiono numerose e celebri guest star, a volte ricorrenti, alcune delle quali candidate ai premi Emmy per la loro interpretazione nella serie; tra queste Fred Willard, Nathan Lane e Greg Kinnear.
Guest-star ricorrenti sono Fred Willard che interpreta il padre di Phil, Shelley Long nel ruolo dell’ex moglie di Jay, Didi, Dana Powell nel ruolo di Pam, sorella di Cameron, Elizabeth Banks nel ruolo dell’eccentrica Sal, Nathan Lane è Pepper Saltzman, un grande amico di Cam e Mitchell, Christian Barillas è Ronaldo, il compagno di Pepper e Joe Mande sarà Ben, assistente di Claire e in seguito ragazzo di Alex.
Durante la prima stagione Edward Norton interpreta Izzy Lafontaine, fittizio bassista degli Spandau Ballet, ingaggiato da Claire per fare una sorpresa al marito nel giorno del loro anniversario; Shelley Long interpreta l'ex moglie di Jay e madre di Claire e Mitchell Dede Pritchett; Elizabeth Banks è Sal, un'amica di Mitchell e Cameron; Chazz Palminteri impersona Shorty, un amico di lunga data di Jay; Benjamin Bratt appare nel ruolo dell'ex marito di Gloria e padre naturale di Manny, Javier Delgado; mentre Fred Willard recita il ruolo del padre di Phil, Frank Dunphy. Sempre nella prima stagione appaiono anche: Brandy Ledford; Nolan North; Margo Harshman; Kristen Schaal; Minnie Driver; David Brenner; Judy Greer, nel ruolo di Denise, ex fiamma di Phil; Justin Kirk, interprete di Charlie Bingham, nuovo datore di lavoro di Mitchell, e Kobe Bryant, nel ruolo di sé stesso.
Tra le guest star della seconda stagione sono presenti: Nathan Lane, interprete dell'amico di Mitchell e Cameron Pepper Saltzman, Taylor Nichols, Lauren Cohan, Justin Kirk, Norman Lloyd, Celia Weston, nel ruolo di Barb Tucker, madre di Cameron, Danny Trejo, Jami Gertz, James Marsden, Mary Lynn Rajskub, Rachael Harris, Matt Dillon, Shelley Long, Philip Baker Hall, nel ruolo del vicino di casa dei Dunphy Walt Kleezak, Jonathan Banks e Lin-Manuel Miranda.
Nella terza stagione compaiono: Tim Blake Nelson, Justin Kirk, David Cross, Gilles Marini, Leslie Mann, Kevin Hart, Jennifer Tilly, Chazz Palminteri, Josh Gad, Philip Baker Hall, Benjamin Bratt, Greg Kinnear, nel ruolo dello stravagante cliente di Phil Tad, Marc Vann, Ernie Hudson, Kali Rocha, John DiMaggio, Ellen Barkin, Bobby Cannavale e Barry Corbin, interprete di Merle Tucker, padre di Cameron.
Nella quarta stagione sono invece presenti: Chazz Palminteri, Ernie Hudson, Wendi McLendon-Covey, Shelley Long, Matthew Broderick, Lainie Kazan, Billy Dee Williams, Elizabeth Peña, Nathan Lane, Maxwell Caulfield, David Faustino, Elizabeth Banks, Fred Willard, Justine Bateman, Richard Riehle, Benjamin Bratt e Paget Brewster.
Nella quinta stagione: Justin Kirk, Nathan Lane, Fred Willard, Celia Weston, Elizabeth Peña, John Benjamin Hickey, Jesse Eisenberg, Jane Krakowski, John Heard, Aisha Tyler, Will Sasso, Alyson Reed, Stephen Merchant, Fred Armisen e Leslie Grossman.
Nella sesta stagione: Tyne Daly, nei panni di una maestra di Lily, Steve Zahn e Andrea Anders, interpreti dei nuovi vicini di casa dei Dunphy, Kristen Johnston, Jon Polito, Roger Bart, Nathan Lane ed Elizabeth Banks.
Nella settima stagione: Keegan-Michael Key, Christine Lakin, Barbra Streisand e Ray Liotta, nei panni di loro stessi, Vicki Lewis, Andrea Martin, Justin Kirk, Nathan Lane, June Squibb, Jon Polito, Ernie Hudson, Adam Arkin, Orson Bean, Dominic Sherwood e Illeana Douglas.
Nella nona stagione: Chris Martin, nel ruolo di sé stesso. e James Van Der Beek nel ruolo di Boo.

## Produzione

### Sviluppo

Logo della serie

La serie nasce da un'idea degli autori e produttori televisivi Christopher Lloyd e Steven Levitan. I due raccontandosi storie sulle loro famiglie si accorsero che queste avrebbero potuto essere la base per una nuova serie televisiva. Iniziarono quindi a lavorare all'idea di una famiglia le cui storie sarebbero state esposte con la tecnica del falso documentario; in seguito decisero di raccontare le vicende di tre famiglie unite tra loro da legami di sangue.
I due esposero il loro progetto, attraverso una presentazione PowerPoint, a tre delle quattro maggiori emittenti statunitensi: ABC, NBC e CBS. Non lo presentarono alla Fox per divergenze che in passato si erano create con la rete di News Corporation in occasione della cancellazione della loro sitcom Back to You. La CBS rifiutò l'idea in quanto non era ancora pronta né per un nuovo grande ordine, né per la realizzazione di una serie tv in modalità single-camera, genere che ancora aveva poco sperimentato. La NBC aveva già due serie che usavano la tecnica del falso documentario, ovvero The Office e Parks and Recreation, quindi anch'essa non si dimostrò interessata. La rete ABC invece approvò il progetto dei due produttori e commissionò la realizzazione di un episodio pilota nel mese di agosto 2008. Lloyd e Levitan, oltre che ideatori, figurano anche come produttori esecutivi e showrunner della serie televisiva, co-prodotta dalla loro casa di produzione, la Lloyd-Levitan Productions, e dalla 20th Century Fox Television.
Durante i primi mesi di produzione la serie aveva assunto i titoli di lavorazione An American Family e My American Family.
In un breve intervento al programma di James Lipton Inside the Actors Studio Steven Levitan dichiarò che l'obiettivo della serie è quello di divertire e allo stesso tempo trasmettere sentimenti. Secondo Levitan ciò rappresenta la migliore forma di commedia, che nel caso di Modern Family può contare anche nella migliore delle ispirazioni: quella derivata da esperienze realmente vissute. Lo showrunner statunitense ebbe occasione di rivelare che i personaggi che compongono la famiglia Dunphy sono ispirati direttamente alla sua famiglia, composta dallo stesso numero di persone, che hanno stesso sesso e simile età dei personaggi protagonisti nella serie; mentre Cameron e Mitchell, per molti aspetti la coppia più tradizionale secondo Levitan, sono ispirati a vari amici omosessuali suoi e di Christopher Lloyd che hanno avuto relazioni di lunga durata. Per Lloyd una delle caratteristiche della serie è l'assenza di cinismo: tutti i protagonisti, anche se possono litigare o prendersi in giro, alla fine si amano e si prendono cura l'uno dell'altro creando un'atmosfera genuinamente calda e accogliente. Secondo Jason Winer, regista del pilot e di molti altri episodi della serie, Modern Family segue uno stile che offre una panoramica realistica sulle famiglie americane moderne, permettendo agli spettatori di riconoscersi facilmente nei personaggi o in specifici avvenimenti narrati. La scelta di usare la tecnica del falso documentario consente inoltre sia di avere una narrazione più regolare ed efficiente, sia di accorciare i tempi delle riprese.
Durante la produzione, i due showrunner solitamente non lavorano insieme. Alternativamente, uno dei due supervisiona gli autori al tavolo dedicato alla scrittura, mentre l'altro dirige sul set la produzione dell'episodio scritto in precedenza. Tra gli autori più accreditati figurano Paul Corrigan e Brad Walsh, Bill Wrubel, Danny Zuker, Jeffrey Richman, Dan O'Shannon, Abraham Higginbotham, Elaine Ko e Ben Karlin; tra i registi più accreditati figurano invece Jason Winer, Michael Spiller, Gail Mancuso e lo stesso Steven Levitan. Alcuni episodi sono stati diretti anche da Fred Savage, Seth Gordon e Bryan Cranston.

### Casting

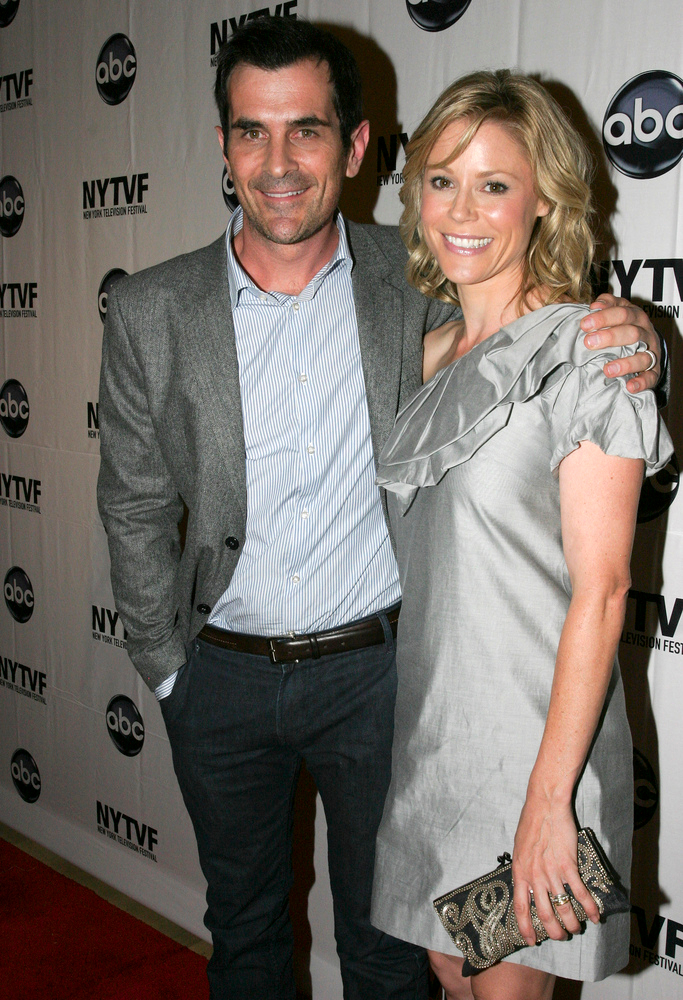
Ty Burrell e Julie Bowen

Il primo attore a entrare nel cast principale fu Jesse Tyler Ferguson, a fine gennaio 2009, per il ruolo di Mitchell Pritchett. Nel successivo mese di febbraio furono ingaggiati Ed O'Neill e Sofía Vergara, interpreti della neo-coppia di sposi Jay e Gloria Pritchett, e Eric Stonestreet, interprete di Cameron Tucker, compagno di Mitchell; mentre Ty Burrell e Julie Bowen si unirono al cast nel mese di marzo per interpretare la coppia Phil e Claire Dunphy, sposata da molti anni. Gli attori ingaggiati per interpretare i figli delle coppie protagoniste sono Sarah Hyland, Ariel Winter, Nolan Gould e Rico Rodriguez. A loro dalla terza stagione si è unita Aubrey Anderson-Emmons nei panni di Lily, la quale nelle prime due stagioni era impersonata da una coppia di gemelle, Ella e Jayden Hiller, rimpiazzate anche in quanto avevano smesso di trovarsi a loro agio sul set. Dalla settima stagione, inoltre, per il ruolo del piccolo Joe fu ingaggiato Jeremy Maguire, nelle due stagioni precedenti impersonato da Pierce Wallace.
In un'intervista di gruppo del novembre 2010, ospitata dal programma di Larry King in onda sulla CNN, Sofía Vergara spiegò che prima di essere scritturata nella serie aveva proposto alla ABC un suo progetto per un nuovo episodio pilota; i dirigenti del network bocciarono la sua idea ma si impegnarono a trovare un ruolo adatto a lei in una delle nuove serie in lavorazione. Quando le fu proposto il ruolo di Gloria accettò convinta di andare a interpretare uno dei ruoli migliori della sua carriera. Nella stessa occasione Ty Burrell spiegò che la parte del suo personaggio che ama di più è il suo essere spensierato e positivo. Julie Bowen riuscì a ottenere la parte nonostante si trovasse in uno stato avanzato di gravidanza; durante le riprese del pilot l'attrice era incinta di due gemelli da sette mesi e mezzo. Ed O'Neill, che nelle stagioni precedenti aveva rifiutato decine di offerte per ruoli televisivi, ottenne la parte senza passare per un'audizione. Il suo ruolo in precedenza era stato offerto a Craig T. Nelson, che aveva rifiutato scegliendo di entrare nel cast di Parenthood.
Nell'estate del 2012, dopo il successo delle prime tre stagioni, i dirigenti della 20th Century Fox e i rappresentanti dei membri adulti del cast principale avviarono una ricontrattazione del già settennale contratto che legava gli attori alla serie. Tale lungo periodo di trattative vide anche gli attori avviare un procedimento legale contro la Fox, poi ritirato, accusando la possibile violazione di una legge statale che poteva invalidare i contratti originali, concludendosi solo a ridosso dell'inizio della lavorazione della quarta stagione. L'accordo raggiunto portò i sei interpreti a guadagnare circa 175 000 dollari per ogni episodio della nuova stagione, con successivi aumenti nelle eventuali stagioni successive fino a una quota di circa 350 000 dollari per un'ottava stagione; la durata del contratto venne infatti allungata di un anno. Nelle prime tre stagioni gli attori avevano guadagnato 65 000 dollari per episodio, eccetto Ed O'Neill che, grazie alla più lunga carriera alle spalle, aveva ottenuto un contratto da 105 000 dollari a episodio. Dopo tale rinegoziazione gli attori divennero quindi tra i più pagati nel settore televisivo statunitense. Nel 2014 Forbes stimò per Sofía Vergara un compenso medio di 325 000 dollari per episodio, indicandola come l'attrice in attività più ricca della televisione americana, la quale, grazie a varie altre attività da imprenditrice e testimonial, nell'ultimo anno aveva guadagnato circa 37 milioni di dollari.

### Riprese

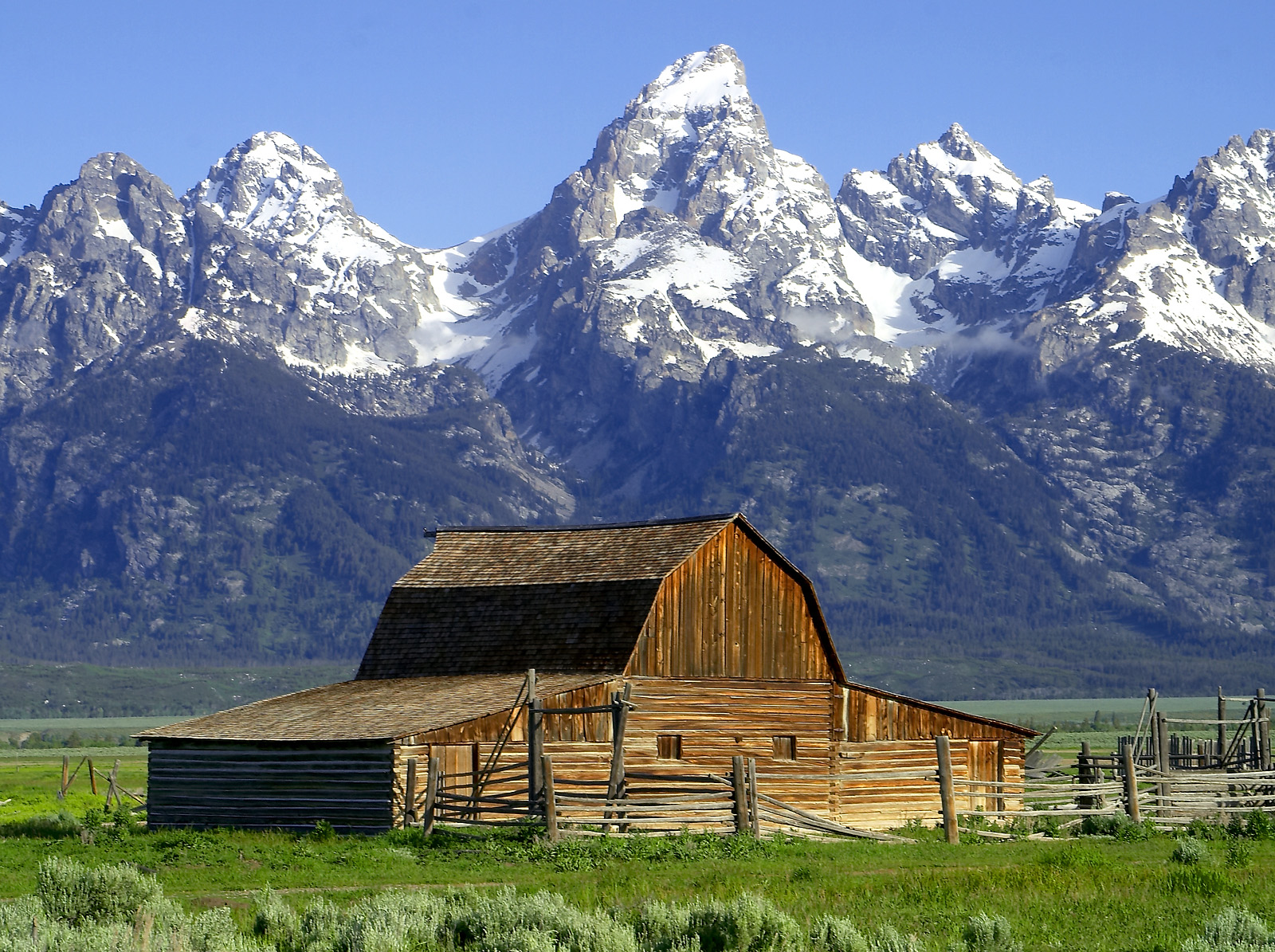
La valle di Jackson Hole ospitò le riprese dell'episodio Una vacanza al ranch (3x01)

La serie è filmata interamente a Los Angeles, eccetto i seguenti episodi:
- Luna di miele alle Hawaii (Hawaii), della prima stagione, girato e ambientato nel mese di marzo 2010 sull'isola hawaiiana Maui[38];
- Una vacanza al ranch (Dude Ranch), della terza stagione, girato e ambientato nel mese di agosto 2011 in un ranch della valle di Jackson Hole, nel Wyoming[39];
- Disneyland, sempre della terza stagione, girato e ambientato nel mese di febbraio 2012 presso il parco divertimenti Disneyland di Anaheim[40][41];
- Australia, della quinta stagione, girato e ambientato in Australia, a Sydney e dintorni, Blue Mountains e Grande barriera corallina comprese[42].
- Las Vegas, della quinta stagione, girato interamente all’interno di un albergo di Las Vegas.
- Equivoci, della sesta stagione, incentrato particolarmente sul personaggio di Claire, che si trova all’aeroporto Internazionale di Chicago O’Hare.
- Il giorno dei trofei, della sesta stagione, in cui Jay, Gloria e Manny viaggiano in auto.
- Bianco Natale, della settima stagione, in cui Gloria affitta uno chalet in California.
- Il treno più pazzo del mondo, della settima stagione, dove tutta la famiglia è a bordo di un treno.
- Parigi, dell'undicesima stagione, l'episodio si svolge a Parigi, in Francia.

### Scenografia
La scenografia di Modern Family venne affidata a Richard Berg e agli arredatori Tara Stephenson e Chris Carlson. Seguendo le indicazioni fornite dalla sceneggiatura, i tre progettarono gli interni delle abitazioni dei personaggi protagonisti in modo che riflettessero la loro personalità, la loro storia e il loro stile di vita. Disegnarono quindi un'abitazione minimalista per Jay e Gloria, con arredi neutri intervallati da oggetti dalle colorazioni più intense per riflettere il carattere forte di lei; una tipica casa del ceto medio americano per Phil e Claire; e un immobile bifamiliare dallo stile spagnolo con elementi di arte contemporanea per Mitchell e Cameron.
Per quanto riguarda la casa di Jay e Gloria, gli esterni sono quelli di un'abitazione del quartiere losangelino di Brentwood situata sulla stessa strada in cui vive Steven Levitan, secondo cui rappresenta una classica villa in cui molti anziani ricchi e divorziati finiscono per andare a vivere; la struttura segue uno stile tenue, mentre negli arredi si notano elementi caratterizzati da un rosso vivace o a tema animalistico. La tradizionale abitazione dei Dunphy è contraddistinta da decorazioni con schizzi e striature di colori brillanti, come nel caso della poltrona e dei cuscini presenti nel salotto; elementi che, secondo Berg, animano spazi che altrimenti potrebbero risultare banali. La mobilia è molto varia, costituita sia da pezzi dalle linee semplici, come il rustico tavolo della sala da pranzo, sia da pezzi più eleganti o vintage. Il dipinto che si trova sul caminetto fu realizzato da uno dei membri del team di produzione. Per Cameron e Mitchell l'appartamento situato al piano terra è contraddistinto da tenue tonalità di verde alternate da occasionali colorazioni più vivaci tendenti all'arancio e al rosso, con pezzi che richiamano uno stile asiatico collocati in vari punti dell'abitazione. L'eccentrico affresco realizzato nella camera di Lily, che vede Cameron e Mitchell raffigurati come angeli, rappresenta un ludico riferimento alle figure di Dio e Adamo dipinte da Michelangelo nella Cappella Sistina.
Richard Berg spiegò che anche il colore delle pareti costituisce un tocco personale che rappresenta i caratteri dei personaggi. Le mura dell'abitazione di Phil e Claire sono caratterizzate da una placida tonalità chiamata Labrador Blue, il colore delle pareti di Mitchell e Cameron è una gradazione di verde chiamata Louisburg Green, mentre quelle di Jay e Gloria sono di un acceso rosso ribes; in tutti e tre i casi si tratta di colori prodotti dalla Benjamin Moore.

### Fotografia

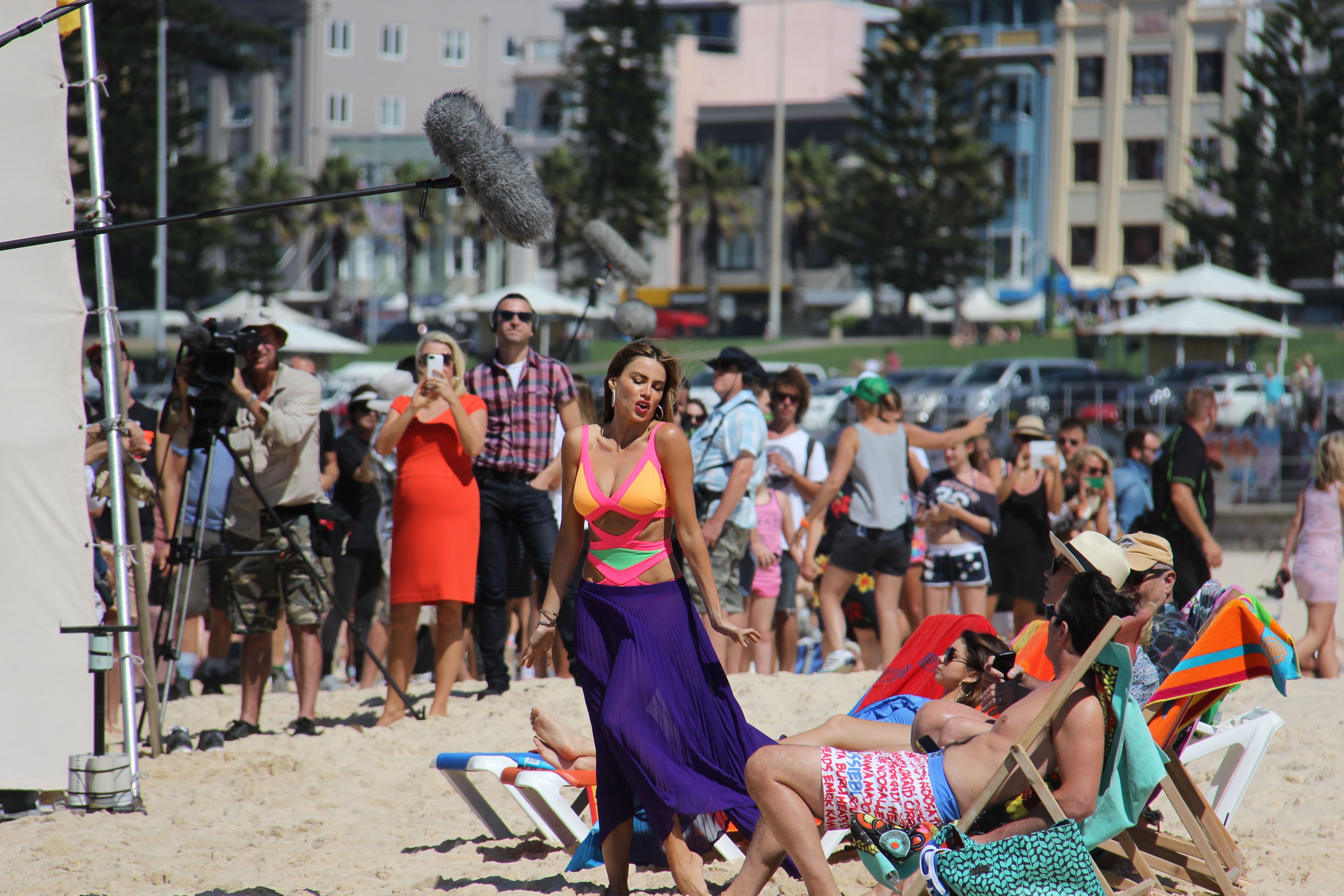
Riprese dell'episodio Australia (5x20)

Il direttore della fotografia è James Bagdonas, secondo cui uno dei motivi che hanno permesso alla serie di diventare popolare è costituito dal fatto che i personaggi rappresentati, pur riconoscendo di essere membri di una famiglia disfunzionale, alla fine si amano l'un l'altro. Bagdonas spiegò che, essendo la serie girata come un documentario, le riprese andavano adattate di conseguenza: l'obiettivo era quindi quello di mostrare le vite dei protagonisti in modo realistico, come se si stessero davvero svolgendo in quel momento mentre vengono ripresi da due cameramen in piedi davanti a loro. Per questo vennero costruiti set abbastanza grandi da permettere movimenti rapidi, ma allo stesso tempo si decise di mantenere le imperfezioni che derivano dal filmare in ambienti domestici come un soggiorno o una sala da pranzo. Ogni scena è solitamente girata con un unico allestimento che vede due telecamere posizionate in angoli opposti di 45 gradi e non richiede più di tre o quattro take; gli attori si muovono dentro e fuori dal piano sequenza, anche durante i dialoghi, spesso improvvisando. Bagdonas decise di dare alle riprese anche un aspetto filmico, utilizzando una configurazione delle telecamere ibrida, che permette di utilizzare strumenti di solito impiegati in campo cinematografico.
Uno stile filmico sperimentale fu adottato per l'episodio della sesta stagione Equivoci (Connection Lost), andato in onda il 25 febbraio 2015. L'episodio, generalmente apprezzato dalla critica, offre infatti una narrazione visualizzata esclusivamente attraverso il computer portatile di uno dei personaggi, con i dialoghi che si svolgono attraverso i vari programmi di messaggistica e videochiamata. Ispirato da un cortometraggio canadese del 2013, Noah, l'episodio fu girato usando dispositivi mobili Apple, con le grafiche dei software riprodotte e accostate in fase di post-produzione con tecniche di motion graphic.

### Montaggio
Per molti degli episodi della serie il montaggio è affidato a Ryan Case, che per il suo lavoro su Modern Family è stata premiata e candidata più volte ai premi Emmy.
Le varie scene mostrano le interazioni tra i personaggi e la loro vita quotidiana e culminano con una breve intervista davanti alla telecamera in cui i protagonisti spiegano gli aspetti intimi della propria relazione o del proprio carattere; la trama avanza presentando aggiornamenti sulle vicende di ogni membro della famiglia, intervallate da altri frammenti di intervista. Questo formato presenta una narrazione multilivello guidata dal montaggio, che tiene conto sia della sceneggiatura sia dei tagli che i produttori decidono di effettuare durante la post-produzione, e che finisce per coinvolgere lo spettatore stesso. Gli attori, inoltre, spesso rompono la quarta parete guardando direttamente nella telecamera, anche durante i propri dialoghi. Secondo Ryan Case il montaggio è un elemento fondamentale per una serie come Modern Family, è il momento in cui varie parti vengono assemblate per costruire la storia dell'episodio, processo il cui risultato finale va oltre quello dato dalla semplice somma delle parti. Anche se lo stile è chiamato documentario, non ci si aspetta che gli spettatori lo visualizzino realmente come tale e immaginino produttori dentro le abitazioni dei protagonisti, è solo un modo per coinvolgerli più attivamente; le interviste hanno il compito di aggiungere elementi humor e altri dettagli alla narrazione.
L'inserimento delle scene in cui i protagonisti commentano e approfondiscono le vicende appena visualizzate consente infatti di rappresentare in poche battute situazioni realistiche e divertenti, offrendo allo stesso tempo pensieri che acquisiscono presto una dimensione reale collegandosi alle scene precedenti e successive, nelle quali vengono messi alla prova nel relazionarsi con gli altri personaggi.

## Distribuzione

### Programmazione televisiva
Dopo la fine delle riprese dell'episodio pilota, la ABC ne sottopose la visione a dei focus group, prima di approvare definitivamente, il 7 maggio 2009, la produzione di una prima stagione per la stagione televisiva 2009-2010, la quale esordì nei palinsesti statunitensi il 23 settembre 2009. Visto l'immediato successo di critica e di pubblico, l'8 ottobre la rete aggiunse ulteriori otto episodi all'ordine iniziale di sedici. Il 12 gennaio 2010 la serie fu rinnovata per una seconda stagione, trasmessa dal 22 settembre 2010. Il 10 gennaio 2011 fu annunciato il rinnovo per una terza stagione, trasmessa dal successivo 21 settembre; mentre il 10 maggio 2012 fu confermata la produzione anche di una quarta stagione, il cui esordio venne fissato per il successivo 26 settembre.
Il 10 maggio 2013 fu annunciato il rinnovo per una quinta stagione, trasmessa dal 25 settembre 2013; l'8 maggio 2014 per una sesta stagione, andata in onda dal seguente 24 settembre; il 7 maggio 2015 per una settima stagione, trasmessa dal 23 settembre 2015. Il 3 marzo 2016 è stata confermata anche la produzione di un'ottava stagione, mandata in onda dal 21 settembre 2016.
Il 10 maggio 2017 è stata confermata la produzione di altre due stagioni di ventidue episodi, la nona in onda dal 27 settembre 2017 e la decima in onda dal 26 settembre 2018. Nel gennaio 2018 i creatori della serie annunciarono che la decima stagione sarebbe stata probabilmente l'ultima, ma il 7 gennaio 2019 la serie venne rinnovata per un'undicesima stagione di 18 episodi e il 5 febbraio è stato confermato che sarà l'ultima stagione della serie.
Per quanto riguarda la messa in onda in syndication, cominciata nell'autunno 2013, la 20th Century Fox cedette i diritti per la trasmissione via cavo a USA Network per una cifra vicina a 1,5 milioni di dollari per episodio.

#### Trasmissione internazionale
In Canada la serie è trasmessa in contemporanea con gli Stati Uniti, dal 23 settembre 2009, dall'emittente Citytv. Nel Regno Unito viene invece trasmessa dal canale a pagamento Sky One dal 15 ottobre 2009.
In Italia va in onda in prima visione dal 5 febbraio 2010 sui canali di Fox International Channels Italy; la prima stagione venne trasmessa su Fox Life, mentre le seguenti su Fox. In chiaro la prima stagione venne trasmessa su Cielo dal 2 novembre 2010, mentre le seguenti a partire dall'autunno 2012 su MTV e poi (dal 2016) su TV8. In Spagna esordì su Neox il 23 agosto 2010, mentre in Francia esordì il 20 settembre dello stesso anno su Paris Première. In Germania è trasmessa dal 2 aprile 2012 su RTL Nitro.
Dal 23 febbraio 2021, tutte le 11 stagioni sono disponibili su Disney+ tramite la sezione Star, a seguito dell'acquisizione di 20th Century Fox Television nel 2019.

### Edizione italiana
Il doppiaggio italiano, diretto da Teo Bellia per la prima stagione e metà della seconda e da Roberto Draghetti per il resto della serie, vede Giò Giò Rapattoni, Stefano De Sando, Gaetano Varcasia, Laura Romano, Franco Mannella, Gianluca Crisafi, Tito Marteddu, Agnese Marteddu, Veronica Puccio e Federico Bebi nei ruoli principali (Claire, Jay, Phil, Gloria, Cam, Mitchell, Luke, Alex, Haley e Manny). A partire dalla sesta stagione, dopo la scomparsa di Gaetano Varcasia avvenuta nel 2014, il ruolo di Phil passa a Massimo Rossi.
I personaggi di Lily e Joe (che iniziano a parlare solo da un certo punto della serie), sono doppiati rispettivamente da Malvina Draghetti e Gabriele Meoni (st. 7-10) e Sebastiano Pezzulli (st. 11).

### Edizioni home video
Sul mercato home video l'edizione originale della prima stagione fu distribuita in DVD e Blu-ray Disc dal 21 settembre 2010 negli Stati Uniti e dal 4 ottobre 2010 nel Regno Unito. L'edizione italiana fu invece pubblicata il 16 marzo 2011.
I contenuti speciali del cofanetto includono: le scene tagliate; una gag reel; le featurette Real Modern Family Moments, Before Modern Family, Fizbo the Clown, Hawaii; e il making of del finale di stagione.
L'edizione originale della seconda stagione fu distribuita dal 20 settembre 2011 negli Stati Uniti e dal 5 settembre 2011 nel Regno Unito. L'edizione italiana fu invece pubblicata il 6 febbraio 2013.
I contenuti speciali del cofanetto includono: le scene tagliate; una gag reel; e le featurette Strangers on a Treadmill - Table Read, Mitch's Flash Mob, Imagine Me Naked Music Video, Modern Family Holidays, Waiting for Oprah, At Home with Modern Family e Chatting with Steve Levitan.
L'edizione originale della terza stagione venne distribuita dal 18 settembre 2012 negli Stati Uniti e dal 1º ottobre 2012 nel Regno Unito. L'edizione italiana fu invece pubblicata il 22 agosto 2013.
Oltre agli episodi trasmessi in TV, le scene tagliate e una gag reel, il cofanetto include le featurette A Modern Family Christmas, Destination: Wyoming, A Day on the Set with Ty, Adventures of the Modern Family Kids, Driving Lessons, Ed O'Neill Gets a Star e Modern Family Goes to Disneyland.
L'edizione originale della quarta stagione venne invece pubblicata il 24 settembre 2013 negli Stati Uniti e il seguente 14 ottobre nel Regno Unito; quella italiana il 4 settembre 2014. Oltre gli episodi della stagione, il cui finale è presente in versione estesa, le scene tagliate e una gag reel, il cofanetto contiene commenti agli episodi Gelosia (Party Crasher), Il battesimo (Fulgencio), Una nuova carriera (Career Day), Buonanotte Gracie (Goodnight Gracie); e le featurette An Addition to the Family, A Day with Eric, A Modern Guide to Parenting e Modern Family Writers.
L'edizione originale della quinta stagione fu distribuita solo su DVD dal 23 settembre 2014 negli Stati Uniti,dal precedente 15 settembre nel Regno Unito e dal 22 febbraio 2017 in Italia. Il cofanetto include gli episodi della stagione, le scene tagliate, una gag reel, e le featurette Modern Family in Australia, A Day with Jesse, Modern Family in Vegas e Mitch & Cam's Wedding.
L'edizione originale della sesta stagione fu distribuita solo su DVD dal 22 settembre 2015 negli Stati Uniti e dal precedente 14 settembre nel Regno Unito. Il cofanetto include gli episodi della stagione, le scene tagliate, e le featurette Awesome Halloween, A Modern Thanksgiving, Modern Connections: The Making of an Episode e A Day with Julie.

## Accoglienza

### Ascolti

Il cast di Modern Family nella settima stagione. Da sinistra: Sofía Vergara, Jeremy Maguire, Rico Rodriguez, Ed O'Neill, Nolan Gould, Ariel Winter, Julie Bowen, Sarah Hyland, Ty Burrell, Jesse Tyler Ferguson, Aubrey Anderson-Emmons e Eric Stonestreet.

Modern Family registrò dei buoni ascolti sin dai primi episodi. La prima stagione fu seguita in media da 9 488 000 spettatori, raccogliendo un rating/share del 3,9/10% nella fascia di riferimento 18-49 anni, risultando quindi tra le sitcom più seguite.
Complice l'acclamazione della critica e la vittoria agli Emmy, gli ascolti aumentarono durante la seconda stagione, quando il numero di telespettatori medio per episodio fu di 11 890 000, risultando la serie televisiva più vista nella fascia 18-49 anni con una percentuale di rating/share di 4,9/13.
La terza stagione risulta la più seguita con un'audience media di 12 930 000 spettatori e una percentuale di rating/share di 5,5/15 nella fascia 18-49 anni, dove si confermò serie più seguita.
La quarta stagione registrò un'audience media di 12 306 000 spettatori e un rating del 4,9% nella fascia 18-49 anni, in cui risultò la seconda serie più seguita dopo The Big Bang Theory.
La quinta stagione registrò un'audience media di 11 792 000 spettatori e un rating del 5,64% nella fascia 18-49 anni, confermandosi seconda serie più seguita dopo The Big Bang Theory.
La sesta stagione fu seguita invece da una media di 11 910 000 spettatori, con un rating del 5,4% nella fascia 18-49 anni, nella quale risultò terza serie televisiva più seguita dopo Empire e The Big Bang Theory.
Nel 2014, alla 54ª edizione del Festival della Televisione di Monte Carlo, la serie venne indicata come la comedy più vista al mondo durante il 2013.
Il successo della serie è stato paragonato a quello di serie storiche come I Robinson ed è stato accreditato come uno dei fattori che hanno contribuito alla rinascita del genere comedy in televisione.

### Critica
Dai primi momenti, la serie ha acquisito popolarità. Nella sua prima stagione, lo spettacolo è diventato il sesto spettacolo sceneggiato con il punteggio più alto in America e il terzo nuovo spettacolo con il punteggio più alto. Aiutata dalla vittoria del Primetime Emmy Award come miglior serie comica, la seconda stagione dello show è diventata lo spettacolo più votato nella settimana della première ed è anche aumentata del 34% rispetto alla stagione precedente tra gli adulti di età compresa tra 18 e 49 anni. Lo spettacolo si è spesso classificato come la migliore serie televisiva con sceneggiatura anche per gli adulti di età compresa tra i 18 ei 49 anni. 
Il successo dello spettacolo è stato paragonato positivamente a The Cosby Show. Durante la stagione 2010-2011, Modern Family è stato lo spettacolo sceneggiato con il punteggio più alto nella fascia demografica 18-49 e la terza sitcom con il punteggio più alto dietro The Big Bang Theory e Due uomini e mezzo della CBS. La stagione si è anche classificata al primo posto tra i telespettatori DVR.
La première della terza stagione è diventata la première della stagione più apprezzata della ABC in sei anni. Il successo della serie nelle valutazioni l'ha anche portata a essere accreditata per aver fatto rivivere le sitcom. 
Nell'autunno del 2009, Entertainment Weekly la definì unica nel suo genere, pur condividendo alcuni elementi con altri programmi televisivi, come lo stile falso documentario; per la rivista statunitense Modern Family è una sitcom molto divertente, dotata di personaggi vividi e complessi, riuscendo a raggiungere un ampio target tra gli spettatori. Secondo il Chicago Tribune la serie aveva il cast migliore di qualsiasi altra nuova proposta televisiva e la sceneggiatura non era da meno. Per il New York Times la serie richiama lo stile e la visione antropologica di Arrested Development; mentre per il The Hollywood Reporter si tratta di una serie sapientemente sceneggiata, dotata di grandi personaggi e un cast brillante, che si mantiene divertente dall'inizio alla fine.
Secondo il Los Angeles Times la serie riuscì nell'intento di modernizzare efficacemente il modello classico di sitcom familiare; per il quotidiano californiano tutte le interpretazioni sono impeccabili e ciò che rappresenta il punto di forza della serie è la rappresentazione di un ritratto familiare realistico che rende facile agli spettatori immedesimarsi in uno dei personaggi proposti o riconoscerne in essi propri conoscenti. Modern Family fu candidata migliore nuova proposta televisiva anche da altre testate, come il TIME, il San Francisco Chronicle e Variety, che la definì una serie brillante, leggera e divertente.
Anche se la serie ha continuato a ricevere generalmente responsi positivi dalla critica anche dopo la prima stagione, a partire dalla terza diversi critici evidenziarono come, pur restando un ottimo prodotto, gli autori non siano più riusciti a replicare la brillantezza delle prime due stagioni. Un rinnalzamento della qualità fu evidenziato durante la sesta stagione, quando diversi episodi ricevettero recensioni molto positive e vennero giudicati a un livello vicino a quando la serie era all'apice della popolarità; particolare apprezzamento ricevette l'episodio Equivoci (Connection Lost), in grado, secondo la critica, di offrire una narrazione innovativa che sfrutta la tecnologia per affrontare nuovi approcci e tematiche, tra cui i carenti modi di comunicare "moderni" all'interno della famiglia, ed esalta il "multitasking" dei protagonisti per creare nuove situazioni comiche.
Nel 2011 il critico James Parker, sulla rivista The Atlantic, definì la scrittura all'avanguardia, freneticamente compressa ma elegante, aggiungendo: «La famiglia americana del 2011 è, dopotutto, un soggetto profondamente consapevole che si domanda: come si fa il genitore? Chi fa cosa, in quale "ruolo"? Il papà è sufficientemente un "papà" e la mamma è abbastanza una "mamma"? E se ci sono due papà o due mamme, o fratellastri? [...] Il ronzio della lavastoviglie della domesticità si è trasformato in free jazz. Modern Family involve tutto questo, le telecamere che osservano da dietro le quinte le sue tre famiglie producono la sensazione di un esperimento sfrenato e vacillante, registrato a scopi didattici o scientifici». Oltre ai vivaci e particolari personaggi «resi splendidamente», il critico statunitense individuò tra i motivi principali del successo della serie anche la capacità della sceneggiatura, nonostante sia infarcita di momenti moralistici, di mantenere la semplicità appropriata per una sitcom, senza sforzarsi di diventare un manifesto politico o un mezzo d'indottrinamento.
Nel 2016, uno studio del New York Times sui 50 programmi TV con il maggior numero di "Mi piace su Facebook" ha rilevato che "il modello di pubblico di Modern Family è l'esempio prototipo di uno spettacolo cittadino - più popolare nei cluster urbani liberali di Boston, San Francisco, e Santa Barbara, California, e meno popolare nelle parti più rurali del Kentucky, Mississippi e Arkansas". 

#### Tematiche trattate e analisi

##### La rappresentazione di tematiche LGBT
(Steven Levitan sull'impatto culturale della serie)
Una delle caratteristiche di Modern Family è che una delle tre famiglie protagoniste è composta da una coppia omosessuale, Mitchell e Cameron, la cui rappresentazione è generalmente giudicata favorevolmente dalle associazioni LGBT. La fiction, infatti, nel corso degli anni ha ottenuto diversi riconoscimenti ai GLAAD Media Awards, premi destinati alle produzioni d'intrattenimento che contribuiscono nel diffondere un'immagine veritiera e accurata della comunità LGBT. Nell'aprile 2012 in un'intervista al The Hollywood Reporter, Jesse Tyler Ferguson, omosessuale anche nella vita reale, si disse convinto che il suo personaggio e quello interpretato da Eric Stonestreet contribuiscono al dibattito su temi come il matrimonio o l'adozione per le coppie omosessuali e vengono usati come punto di riferimento. A tal proposito, Steven Levitan ebbe occasione di dichiarare di aver ricevuto molte lettere in cui adolescenti gay spiegavano di aver usato la serie come spunto per dichiarare la loro omosessualità ai propri genitori, dopo aver visto questi ultimi affezionarsi ai personaggi di Cameron e Mitchell.
Tali personaggi, nel mese di maggio 2013, furono adottati dall'organizzazione non governativa American Civil Liberties Union in una campagna di sensibilizzazione per la parificazione dei matrimoni omosessuali ed eterosessuali, la quale consisteva in una petizione online volta a chiedere agli autori della serie la pianificazione di un matrimonio per Cameron e Mitchell. Un mese circa più tardi in California i matrimoni omosessuali vennero legalizzati e gli autori ne presero subito spunto per celebrare la novità anche nell'universo immaginario della serie, inserendo una proposta di matrimonio nella première della quinta stagione, matrimonio celebrato nel finale della stessa. Alcuni gruppi considerati antigay, come il conservatore Media Research Center, allo stesso tempo definirono episodi come quello della proposta nuziale pericolosi, perché in grado di generare empatia verso personaggi e situazioni a loro dire non realistiche, invitando gli spettatori a distinguere tra finzione e realtà.
Secondo alcuni critici, tuttavia, se da un lato Modern Family contribuisce all'accettazione dell'omosessualità in una cultura dominata da eterosessuali, da un altro offre una rappresentazione di personaggi omosessuali normalizzata, adeguata ai classici modelli eterosessuali. Tali personaggi, pur proposti in ruoli inediti, presenterebbero quindi un'espressione limitata della propria omosessualità, in particolar modo della loro sessualità.

##### La rappresentazione dei ruoli all'interno della famiglia
Anche se la serie offre una rappresentazione considerata generalmente realistica della famiglia occidentale contemporanea, alcuni critici hanno evidenziato come, a dispetto del titolo, Modern Family propone un modello di famiglia allargata basato su presupposti classici piuttosto che moderni. Elementi di novità rispetto a molte sitcom familiari che l'hanno preceduta, quali la presenza di una coppia di genitori omosessuali o di un matrimonio interrazziale, sono infatti combinati con componenti tradizionali. In particolare, è ravvisabile una struttura familiare patriarcale, con i convenzionali ruoli di genere ravvisabili in tutti e tre i nuclei familiari protagonisti, e una rappresentazione femminile in parte stereotipata.

## Riconoscimenti

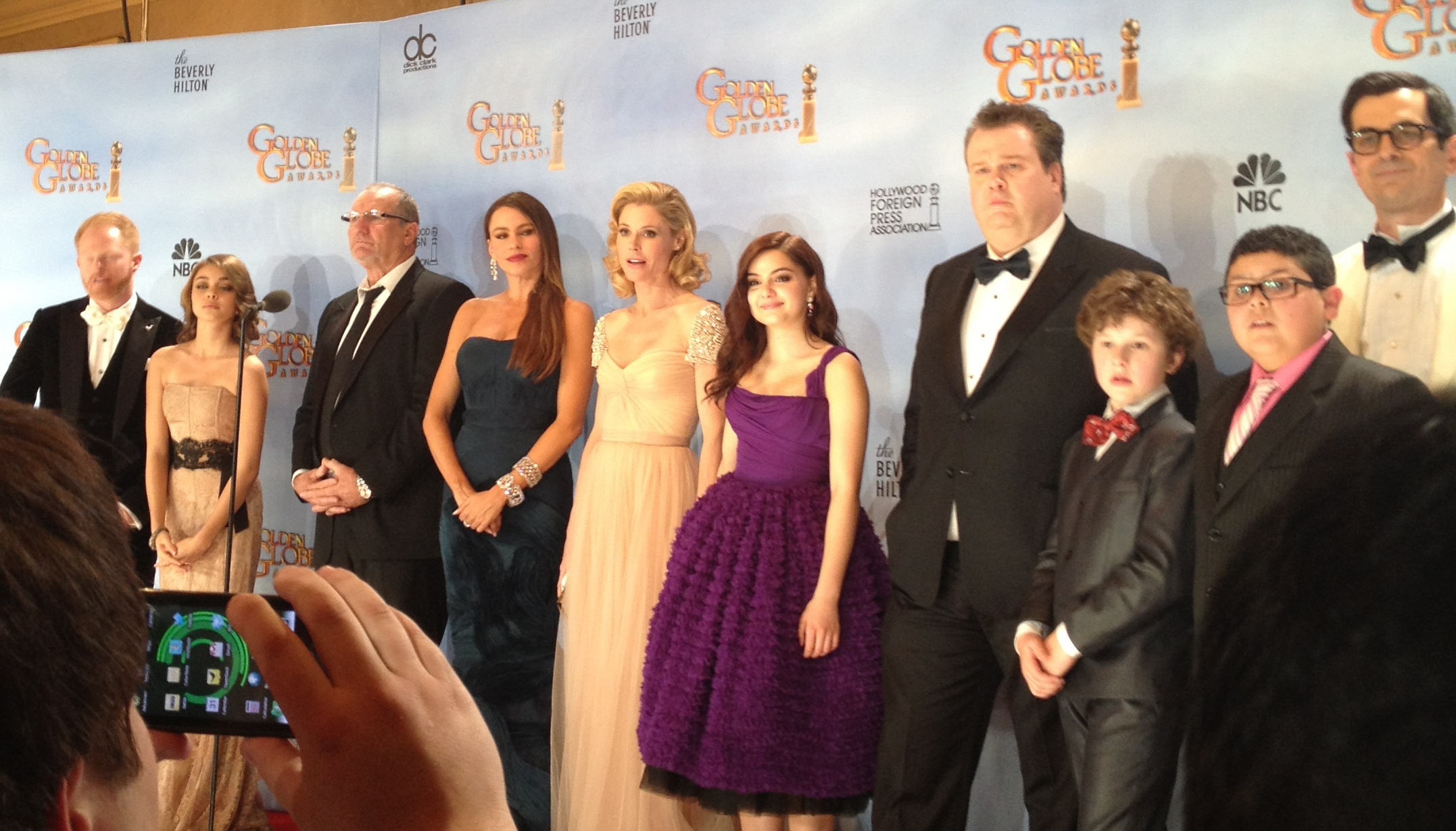
Il cast alla 69ª edizione dei Golden Globe

Sin dall'esordio la serie ha avuto apprezzamenti di pubblico e critica ottenendo numerosi premi e candidature.
In particolare, tra il 2010 e il 2015 la serie ha avuto grande risalto ai Primetime Emmy Award, venendo riconosciuta per cinque volte consecutive come miglior serie commedia, eguagliando il record di Frasier, e conquistando complessivamente ventidue statuette. Tra gli Emmy vinti, anche due riconoscimenti alla miglior sceneggiatura per una serie commedia, grazie agli episodi La nostra famiglia (Pilot), scritto da Steven Levitan e Christopher Lloyd, e Sorpreesaaa!!! (Caught in the Act), scritto da Steven Levitan e Jeffrey Richman; e quattro riconoscimenti alla miglior regia per una serie commedia, per gli episodi Dolcetto o scherzetto? (Halloween), diretto da Michael Spiller, Bimbo a bordo (Baby on Board), diretto da Steven Levitan, L'arresto (Arrested) e Las Vegas, diretti da Gail Mancuso.
Per la loro interpretazione nella serie, Julie Bowen, Ty Burrell e Eric Stonestreet hanno vinto due Emmy come migliori attori non protagonisti, riconoscimento per il quale sono stati candidati anche Ed O'Neill, Jesse Tyler Ferguson e Sofía Vergara. L'intero cast ha vinto per quattro volte consecutive, dal 2011 al 2014, lo Screen Actors Guild Award per il miglior cast in una serie commedia.
Nel 2012 la serie ha vinto il Golden Globe per la miglior serie commedia o musicale, mentre nel 2010 era stata insignita del Peabody Award.
Nel corso degli anni, autori, registi, produttori e attori della serie hanno ricevuto premi e candidature a riconoscimenti come il Directors Guild of America Award, Writers Guild of America Award, Critics' Choice Television Award e Television Critics Association Award, e più volte è anche stata inserita nella lista dei dieci migliori programmi dell'anno dall'American Film Institute. Il 2 giugno 2013, inoltre, la Writers Guild of America ha incluso Modern Family al 34º posto nella lista delle 101 serie televisive meglio scritte di sempre.

## Casi mediatici
Nel corso delle varie stagioni, alcune parti della trama attirarono controversie poiché considerate da alcune associazioni, per lo più per la tutela della visione dei minori, inappropriate per il largo pubblico della serie. Tra queste, rientrano gli episodi della terza stagione in cui Phil scopre che Haley non è più vergine e in cui Lily impara e ripete con piacere la sua prima parolaccia, e l'episodio della quarta stagione in cui Claire si preoccupa di dare alla figlia profilattici al momento di partire per il college, che generò dispute anche tra gli autori.
Durante la prima stagione era stata oggetto di critiche la scelta degli autori di rappresentare raramente baci tra Mitchell e Cameron; la quale fu poi spiegata all'inizio della seconda stagione con l'episodio Il bacio (The Kiss), apprezzato dalla critica, nel quale Mitchell confessa e affronta il suo trovarsi a disagio nelle manifestazioni pubbliche di affetto.

## Remake
A partire dal 2013 sono stati concepiti alcuni remake internazionali dello show.
In Cile, per il canale Mega, nel 2013 è stata prodotta Familia moderna. Fanno parte del cast Patricio Contreras e Nidyan Fabregat, interpreti del patriarca Pepe Gallo e della moglie assai più giovane Sara; Nicolás Saavedra e Mario Soto, nei panni di Fernando e Gustavo, la coppia omosessuale; Mariana Loyola e Álvaro Escobar, per i ruoli di Paula e Juan Pablo, corrispondenti a Claire e Phil. Poiché in Cile è illegale l'adozione da parte di coppie dello stesso sesso, i personaggi di Fernando e Gustavo non adottano una bambina a seguito di una scelta pianificata, ma la trama vede il primo ottenere l'affidamento della figlia naturale avuta da un rapporto occasionale con una sua ex. Pur essendo state prodotte consecutivamente, nel corso del 2013, due stagioni da ventiquattro episodi, la serie rimase a lungo inedita, anche perché giudicata troppo controversa per la conservatrice società cilena. Una parte degli episodi prodotti fu poi trasmessa dal 3 dicembre 2015 dopo la mezzanotte.
In Grecia, su Mega Channel, dal 20 marzo 2014 è stata trasmessa Moderna Oikogeneia (greco: Μοντέρνα Οικογένεια), in cui i personaggi corrispondenti a Jay e Gloria sono interpretati da Antōnīs Kafetzopoulos e Klelia Renesi, le versioni greche di Phil e Claire da Kostas Koklas e Zeta Douka, e i personaggi corrispondenti a Mitchell e Cameron da Dimitris Makalias e Giorgos Tzavaras.
Dal 29 giugno 2014, in Iran, sul terzo canale della Islamic Republic of Iran Broadcasting, è stato anche trasmesso un adattamento non autorizzato, Haft Sang (in persiano هفت‌سنگ‎), in cui diverse scene sono riproposte in modo pressoché identico; la differenza principale di tale remake è l'assenza di personaggi omosessuali: gli attori corrispondenti a Mitchell e Cameron sono infatti Behrooz ed Elham, una coppia eterosessuale che adotta una bambina per problemi di fertilità.